# Виллар-сюр-Дорон
Виллард-сюр-Дорон (фр. Villard-sur-Doron) — коммуна во Франции, департамент Савойя, регион Рона — Альпы. Входит в состав кантона Южин, округ Гренобль. На 2012 год население коммуны составляло 668 человек. В Виллард-сюр-Дорон расположен горнолыжный курорт Бизанн-1500.

## География
Виллард-сюр-Дорон расположен в 15 километрах от олимпийского города Альбервиль, в 36 километрах от озера Анси. Через коммуну протекают река Дорон и её притоки. На территории Виллард-сюр-Дорона находится горный пик Бизанн высотой 1947 метров. На западе коммуна граничит с Кежем, на севере с Коэнно, с восточной стороны через реку Манан (правый приток Дорона) находятся коммуны Бофор и Отлюс, на юге граница коммуны проходит около горы Мирантен.
Коммуна с площадью 22 км состоит из главного города, нескольких деревень, отдельных домов и горнолыжного курорта Бизанн-1500. Основные деревни коммуны, расположенные на левом берегу Дорона: Бийор, Дорон и Ревер, на правом берегу — Мартель, Кудрэ, Ворже

## История
В средние века большая усадьба занимала большую часть региона Бофортен, собственника звали Люциус (он дал своё имя долинам Люс и Отлюс). Четыре прихода, расположенные в долине Люс, назывались Бофонтеном. В пятом веке, во время бургундского вторжения, этот район, вероятно, был разделён, и было образовано поселение Виллар (в переводе «часть»). Первые сведения о Вилларе, как о приходе, датируются 1171 годом. Затем коммуна носила разные названия: Эклезия-де-Виллар (1344 год), Виллариорум Беллиторлиум (1502 год), Парочиа-Виллариорум (1529 год), Санкли-Петри-Виллариорум (1529 год), Виллар-де-Бофор (1556 год), приход Виллар (1580 год), Сен-Пьер-де-Виллар (XVII век), Фертилин (1793 год), Виллар-де-Бофор (после 1860 года) и Виллар-сюр-Дорон (после 1881 года). В центре коммуны находится церковь, построенная в 1672 году. Она была реставрирована в конце XX века.

## Население
Согласно переписи 2012 года население Виллар-сюр-Дорона составляло 668 человек (51,5 % мужчин и 48,5 % женщин). Население коммуны по возрастному диапазону распределилось следующим образом: 17,4 % — жители младше 14 лет, 16,1 % — между 15 и 29 годами, 20,3 % — от 30 до 44 лет, 24,6 % — от 45 до 59 лет и 21,6 % — в возрасте 60 лет и старше. Среди жителей старше 15 лет 45,3 % состояли в браке, 41,3 % — не состояли, 5,8 % — были в разводе, 7,7 % — вдовствовали.
Среди населения старше 15 лет (509 человек) 17,7 % населения не имели образования, 9,3 % — имели только начальное образование, 4,0 % — закончили только колледж, 31,6 % — получили аттестат об окончании лицея, 13,7 % — закончили полное среднее образование или среднее специальное образование, 15,2 % — закончили сокращённое высшее образование и 8,6 % — получили полное высшее образование.
В 2012 году из 444 человек трудоспособного возраста (от 15 до 64 лет) 357 были экономически активными, 87 — неактивными (показатель активности 80,4 %, в 2007 году — 75,0 %). Из 357 активных трудоспособных жителей работали 345 человек (192 мужчины и 153 женщины), 12 числились безработными. Среди 87 трудоспособных неактивных граждан 31 были учениками либо студентами, 33 — пенсионерами, а ещё 23 — были неактивны в силу других причин. В коммуне проживает 347 человек старше 15 лет, имеющих работу, причём 24,6 % из них работает в коммуне, а 70,9 % — в пределах департамента Савойя. В 2013 году средний доход в месяц составлял 2076 €, в год — 24 912 €.
Динамика численности населения:
| Население коммуны в XIX—XXI веках |
| --------------------------------- |
|                                   |

## Климат
Умеренный и тёплый климат Виллар-сюр-Дорона по классификации климатов Кёппена относится к типу Cfb. Даже в засушливые месяцы, в коммуне идут дожди. Средняя температура в году — 8,4 °C. Среднее количество осадков в году 1000 мм.
| Показатель                | Янв. | Фев. | Март | Апр. | Май  | Июнь | Июль | Авг. | Сен. | Окт. | Нояб. | Дек. |
| ------------------------- | ---- | ---- | ---- | ---- | ---- | ---- | ---- | ---- | ---- | ---- | ----- | ---- |
| Средняя температура, °C   | −1,2 | 0,5  | 4,4  | 8,2  | 12,0 | 15,5 | 17,5 | 16,9 | 14,3 | 9,4  | 4,0   | −0,3 |
| Норма осадков, мм         | 80   | 80   | 81   | 74   | 88   | 91   | 71   | 88   | 85   | 80   | 95    | 87   |
| Источник: Погода и климат |      |      |      |      |      |      |      |      |      |      |       |      |